# Шнауцер
Шнауцер (нім. Schnauzer, від Schnauze — морда) — група порід собак, що об'єднує три породи:
- Мітельшнауцер (Шнауцер, Середній шнауцер, Стандартний шнауцер)
- Цвергшнауцер (Мініатюрний шнауцер, Карликовий шнауцер)
- Різеншнауцер (Гігантський шнауцер)

Розрізняючись за розміром, шнауцери мають спільні характерні ознаки: жорстка шерсть, квадратний формат, велика голова з густими довгими бровами й бородою. До початку XIX століття порода називалися жорсткошерстий пінчер і мала різноманітні офарблення — плямистий, рудуватий, коричнюватий і всі відтінки перець з сіллю.

## Характер
Типовою особливістю шнауцера є живий темперамент, який поєднується з розважливим спокоєм. Для нього характерні грайливість і неймовірна відданість своєму господареві. Він дуже любить дітей, непідкупний, пильний і все ж не брехливий. Недовірливо ставиться до сторонніх, завжди напоготові. Високорозвинені органи чуття, розум, здатність до вдосконалення, безстрашність, витримка і стійкість до негоди й хвороб дають мітельшнауцеру всі передумови як виняткової собаки для сім'ї, караульної служби та супроводу.

## Використання
У минулому шнауцерів використовували досить різноманітно: для охорони стаєнь, комор та інших господарських будівель, лову щурів, полювання. З розвитком громадського транспорту — диліжансів, для цих собак знайшлося ще одне застосування. Шнауцер супроводжував диліжанс, біг поруч з ним або попереду. Завданням собаки було якомога раніше виявити — відчути, почути — появу людей у навколишньому лісі й голосом попередити про небезпеку візника, листоношу, пасажирів, щоб напад не застало зненацька людей.

## Догляд
Шерсть шнауцерів, як і всіх жорсткошерстих порід, вимагає спеціальної обробки. Двічі на рік, коли починається линяння, проводять вищипування мертвого волосся — тримінг (це робиться тому, що шнауцери не линяють природним чином). М'які частини, голову і вуха, шкіру шиї, щоб не завдати болю у найчутливіших місцях, слід обробляти спеціальними ножицями або машинкою для стрижки. При такому догляді у квартирі, де живе мітельшнауцер, практично не буває шерсті.

## Забарвлення
- Мітельшнауцер: Чорний або перець з сіллю.
- Цвергшнауцер: Чорний, перець з сіллю, чорний зі сріблом, білий.
- Різеншнауцер: Чорний, перець з сіллю.

## Висота у холці
- Різеншнауцер: 60-70 см
- Мітельшнауцер: 45-50 см
- Цвергшнауцер: 30-35 см